# Die Schule der Robinsons

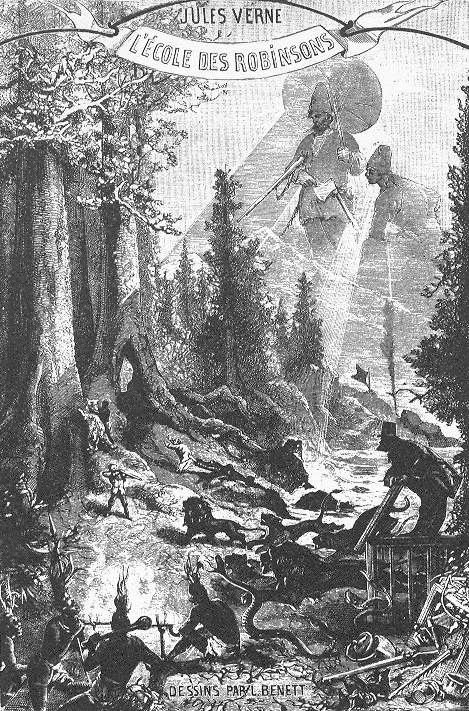
Titelseite der französischen Originalausgabe mit einer Illustration des Zeichners Léon Benett

Die Schule der Robinsons ist ein Roman des französischen Autors Jules Verne. Der Roman wurde erstmals 1882 vom Verleger Pierre-Jules Hetzel unter dem französischen Titel L’école des Robinsons veröffentlicht. Die erste deutschsprachige Ausgabe erschien 1885 unter dem Titel Die Schule der Robinsons. Eine behutsame Neubearbeitung dieser Ausgabe mit Reproduktionen der Original-Abbildungen erschien im Jahre 1978 bei Zweitausendeins als erster Band der von Arno Schmidt angeregten Reihe Haidnische Alterthümer.

## Handlung
Der Millionär William W. Kolderup ersteigert in San Francisco in einem Duell mit seinem Konkurrenten J. R. Taskinar aus Stockton für die Summe von 4.000.000 Dollar die Insel Spencer, die 862 km vor der Küste Kaliforniens liegt. Kolderup plant, seine sechzehnjährige Adoptivtochter Phina Halloney mit seinem ebenfalls bei ihm aufgewachsenen elternlosen Neffen Godfrey zu verheiraten. Bevor er eine Ehe eingeht, will Godfrey jedoch eine längere Weltreise machen und Abenteuer in der Art wie Robinson Crusoe erleben, da er bisher von der Welt eigentlich nur San Francisco kennt. Phina ist bereit, zwei Jahre auf Godfrey zu warten.
Notgedrungen fügt sich William W. Kolderup dem Wunsch seines Neffen. Godfrey schifft sich in Begleitung seines braven Tanz- und Anstandslehrers Tartelett auf Kolderups als Schoner getakeltem Dampfer Dream unter dem Kommando von Kapitän Turcotte ein. Kapitän Turcotte steuert einen nicht sehr gradlinigen Kurs über den Pazifik, der das Schiff in Wirklichkeit nur langsam voranbringt. An Bord wird ein blinder Passagier entdeckt. Der Chinese Seng Vou plant, auf dem Schiff bis Schanghai mitzufahren. Elf Tage nach der Abreise bricht ein Sturm los, in dem der Schoner zu sinken droht. Der Kapitän wirft Godfrey über Bord, um ihn zu retten.
Godfrey kann sich auf einen Felsblock retten. Als der Sturm abflaut und die Sonne aufgeht, kann er sich auf festes Land begeben. Dort findet er am Strand den anscheinend leblosen Körper Tarteletts, den er ins Leben zurückholt. Gemeinsam erkunden sie das Land und müssen feststellen, dass sie sich auf einer Insel befinden, die Godfrey nach seiner Verlobten Phina benennt. Sie meinen, auf der Insel den Rauch eines Feuers zu sehen.
Die Schiffbrüchigen ernähren sich von Vogeleiern, Äpfeln und Muscheln. Außerdem sind von der Dream Schweine, Hühner, Schafe und Ziegen auf die Insel gekommen. Sie finden in einer Höhle, die sich im Stamm und in den Wurzeln eines Mammutbaumes befindet, Unterschlupf. Den Baum nennen sie nach Godfreys Onkel den Will-Tree. Godfrey schnitzt ihnen Möbel. Feuer verschaffen sie sich durch einen Blitz, der in den Baum einschlägt und nebenher ihre Höhle so vergrößert, dass sie nunmehr bis zur Baumkrone reicht. Eines Tages entdeckt Godfrey eine Truhe, die an Land gespült wurde. Diese enthält dringend benötigte Kochgerätschaften, Waffen, Werkzeuge und Kleidungsstücke. Ein Schiff fährt an der Insel vorbei, ohne von den Schiffbrüchigen überhaupt Notiz zu nehmen.
Kurze Zeit später landen Kannibalen mit einem Kanu auf der Insel, um dort einen dunkelhäutigen Gefangenen zu töten und zu verspeisen. Godfrey und Tartelett schlagen sie im letzten Augenblick in die Flucht und retten den Gefangenen, einen Wilden namens Karefinotu, der merkwürdigerweise ein afrikanischer Schwarzer zu sein scheint. Aus Dankbarkeit bleibt der Wilde bei ihnen. Godfrey lehrt ihn den Umgang mit den modernen Werkzeugen und Waffen. Tartelett dagegen bringt ihm den Csárdás bei. Karefinotu tanzt, und Tartelett spielt dazu auf seiner Violine.
Eines Tages erschießt Godfrey einen Bären. Kurze Zeit darauf muss er Karefinotu vor einem Tiger und Tartelett vor einem riesigen Krokodil retten. Als später immer mehr Raubtiere auftauchen, verbarrikadieren sich die Schiffbrüchigen in ihrer Höhle. Als die Raubtiere die Schweine, Hühner, Schafe und Ziegen der Siedler angreifen und anschließend in ihre Baumhöhle eindringen, kommt es zu einem Brand, der durch den umgeworfenen Ofen verursacht wird. Schließlich fliegt der Pulvervorrat in die Luft. Godfrey flüchtet sich mit seinen Gefährten in die oberen Zweige des Baumes. Plötzlich kann Karefinotu Englisch sprechen und berichtet Godfrey und Tartelett von der bevorstehenden Ankunft von William W. Kolderup. Schließlich werden die Schiffbrüchigen in letzter Minute von William W. Kolderup, Phina und den Matrosen der Dream gerettet.
Godfrey und Tartelett erfahren, dass der Schoner nicht gesunken ist. Der Schiffbruch wurde nur arrangiert, damit Godfrey „Robinson Crusoe spielen“ kann. Urheber des „Schiffbruchs“ war Onkel Kolderup, der das Ganze inszeniert hatte, um seinem Neffen die Flausen auszutreiben und ihm die gewünschte Lehre fürs Leben zu geben. Die Insel, auf der sie gestrandet sind, ist die Insel „Spencer Island“, die William W. Kolderup ersteigert hat. Die sorgenvolle Phina hatte den Schiffbrüchigen das rätselhafte nützliche Strandgut zukommen lassen. Der Eingeborene Karefinotu war ein engagierter Schauspieler namens Jup Brass. Der Bär und der Tiger waren in Wirklichkeit nur animierte Attrappen. Die Rauchsäule des Feuers, die sie im Laufe der Zeit wiederholt gesichtet haben, stammte von einem Lagerfeuer des Chinesen Seng Vou, der sich ebenfalls auf die Insel geflüchtet hatte. Lediglich die Anwesenheit der anderen Raubtiere war nicht geplant. Diese wurden von dem Menagerielieferanten Hagenbeck an William W. Kolderups Konkurrenten Taskinar geliefert und von diesem auf der Insel ausgesetzt. Das war dessen Rache dafür, dass er bei der Versteigerung der Insel dem Angebot Kolderups unterlag.

## Hintergrund
Jules Verne ließ sich von dem Roman Der Schweizerische Robinson von Johann David Wyss zu seiner 1900 erschienenen Fortsetzung Das zweite Vaterland inspirieren. Außerdem sind davon der unvollendete Roman Onkel Robinson aus der Zeit von 1869 bis 1870 und auch Die Schule der Robinsons geprägt.

## Wertung
Die Schule der Robinsons ist ein heiterer Abenteuerroman, der Robinsonaden parodiert. Karefinotu entspricht dem Klischee des naiven Wilden, der die Segnungen der Zivilisation dankbar annimmt. Die Figur ist eine gewollte Parodie des wilden Freitag aus Robinson Crusoe. (In Wirklichkeit ist er ein Hausdiener Kolderups und seine „Rettung“ vor den Kannibalen war gespielt, ebenso seine komischen Versuche, die Sprache der Schiffbrüchigen zu erlernen.) Tartelett ist das bequeme Leben in William W. Kolderups Palast gewöhnt. Er kann sich nur schwer an das harte Leben auf der Insel anpassen und ist mit seinem endlosen Klagen eher für die humoristischen Einlagen zuständig. Godfrey ist ein moderner Mann, der sich wie Robinson Crusoe mit Körperkraft und Fantasie alles verschafft, was er zum Leben benötigt.
Für Heimweh und Selbstzweifel der Schiffbrüchigen ist in diesem Werk kein Platz; Jules Verne betont in diesem eher belanglosen Werk die lustigen Seiten der Sache.

## Verfilmung
1981 - Misterio en la isla de los monstruos (E, USA) (Reise zur Insel des Grauens / Das Geheimnis der Monsterinsel)